# توردشین
توردشین (به آلمانی: Turdoschin) یک شهرک در اسلواکی با جمعیت ۹٬۴۰۲ نفر است که در Tvrdošín District واقع شده‌است.